# فواش
الفُوَاش مجموعة من التلال في شرق فرنسة بالقرب من الحدود مع سِوِسرة (أقرب مدينة في الواقع هي جنيف). إلى الشمال تقع جبال الجورة وإلى الجنوب جبال الألب. عند نهايتها الشمالية تنحدر التلال بشكل حاد إلى نهر الرون. يمر نفق فُوَاش الذي يحمل الطريق السريع A40 جنيف إلى ليون عبر التلال. تدعم غابات البلوط على طول الحافة الشمالية الغربية فواش كثافات عالية جدًا من طيور نقشارة بونِلّي وتُعشش بها البوهة الأوراسية على المنحدرات هنا.